# Marine somalienne
La marine somalienne (somali : Ciidamada Badda Soomaaliyeed, arabe : القوات البحرية الصومالية ) est la branche des services de guerre navale des forces armées somaliennes. Avant l'indépendance en 1960, la marine somalienne a été créée en collaboration avec la marine italienne, cette dernière contribuant également à maintenir la sécurité dans les eaux somaliennes. Au cours de la période post-indépendance, la marine somalienne a principalement effectué des patrouilles maritimes afin d'empêcher les navires de violer illégalement les frontières maritimes du pays. La marine somalienne et l'armée de l'air somalienne ont également collaboré régulièrement. En outre, la marine somalienne  effectue des missions de recherche et sauvetage (Search And Rescue - SAR). Elle compte actuellement quelques bataillons terrestres et amphibies. La police maritime de la région autonome du Puntland (PMPF) est sous la juridiction navale somalienne.

## Histoire
La marine somalienne a été fondée en 1965 avec l'aide de conseillers militaires soviétiques. Son mandat était la protection des eaux somaliennes, y compris sa zone économique exclusive. Elle a ses bases à Berbera, sur le golfe d'Aden et à Kismaayo sur l'océan Indien près de la frontière avec le Kenya. Elle exploite également une installation radar à Merka. Son équipement de départ se composait de patrouilleurs de fabrication soviétique. En 1977, le président Mohamed Siad Barre a mis fin au Traité d'amitié et de coopération avec Moscou et a expulsé tous les conseillers militaires soviétiques de la Somalie en raison de leur intervention dans la guerre de l'Ogaden 
En 1990, l'inventaire naval comprenait deux Fast Attack Craft armés de missiles soviétiques Osa-II, quatre autres navires armés de torpilles soviétiques Mol PFT et plusieurs patrouilleurs. La marine possédait également un Landing Platform Dock de classe Polnochny soviétique capable de transporter cinq chars et 120 soldats et quatre plus petits bateaux de débarquement.
La marine s'est dissoute lorsque la République démocratique somalie de Siad Barre est tombé en 1990-91. Certains navires se sont réfugiés à Aden.

### Rétablissement
Les annonces de reconstruction de la marine somalienne, après la guerre civile, datent de la première décennie du 21e siècle.
En juin 2009, la marine somalienne a été rétablie avec un nouveau commandant nommé: l'amiral Farah Omar Ahmed. Jusqu'à 500 marines s'entraînaient à Mogadiscio, et leur formation se termina en décembre 2009. Ils ont été signalés comme le premier groupe d'une force navale forte de 5.000 hommes . L'amiral Farrah Omar Ahmed a dit à un journaliste du The New Yorker en décembre 2009 que la marine n'était «pratiquement rien» à l'époque, bien que cinq cents nouvelles recrues soient en formation .
Une délégation somalienne en visite en Turquie en 2011 a déposé une demande pour deux navires de recherche et sauvetage et six bateaux pour la garde côtière. D'une valeur d'environ 250 millions d'euros, si elle était approuvée, la demande aurait pu transformer la nouvelle marine somalienne en une force navale plus forte, capable de freiner la piraterie et de protéger son littoral.
En août 2011, un accord de coopération entre le gouvernement fédéral de transition et le Puntland a appelé à la création d'une force maritime somalienne.
Le 30 juin 2012, les Émirats arabes unis ont annoncé une contribution de 1 million de dollars pour renforcer la sécurité navale de la Somalie. Les bateaux, l'équipement et le matériel de communication nécessaires à la reconstruction de la garde côtière seraient achetés. Un commandement naval central des opérations devait également être mis en place à Mogadiscio.
Le 23 janvier 2020, il a été annoncé que la marine turque avaient fait don de plusieurs navires de patrouille et de navires amphibies à la marine somalienne en tant que forme d'aide militaire à la Somalie et pour poursuivre son engagement dans le groupe de travail conjoint des nations.

## Flotte

### Équipement actuel
| Type               | Description        | Origine      | Nombre       |
| Patrouilleur       | Patrouilleur       | Patrouilleur | Patrouilleur |
| ------------------ | ------------------ | ------------ | ------------ |
| ONUK MRTP Class 16 | Patrouilleur       | Turquie      | 11           |
| Bateau semi-rigide |                    |              |              |
| Grand RIB          | Bateau semi-rigide | Ukraine      | 8            |

### Inventaire des années 1970
Ce qui était le principal équipement de la marine somalienne : 
| Type                                   | Description                 | Origine               | Nombre                |
| Bateau lance-missiles                  | Bateau lance-missiles       | Bateau lance-missiles | Bateau lance-missiles |
| -------------------------------------- | --------------------------- | --------------------- | --------------------- |
| Osa-II (fast attack craft)             | Patrouilleur lance-missiles | Union soviétique      | 2                     |
| Torpilleur Mol PFT (fast attack craft) | Patrouilleur lance-missiles | Union soviétique      | 4                     |
| Patrouilleur                           |                             |                       |                       |
| Classe Poluchat                        | PT boat                     | Union soviétique      | 5                     |

## Galerie

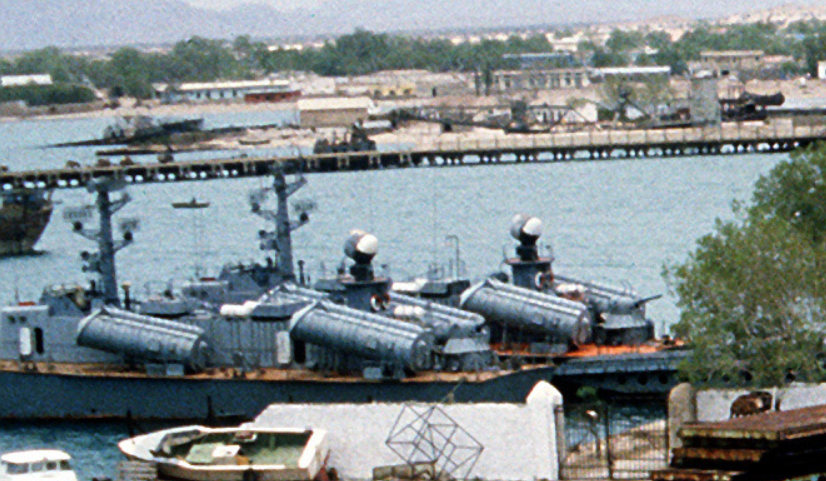
2  bateaux lance-missiles en 1983
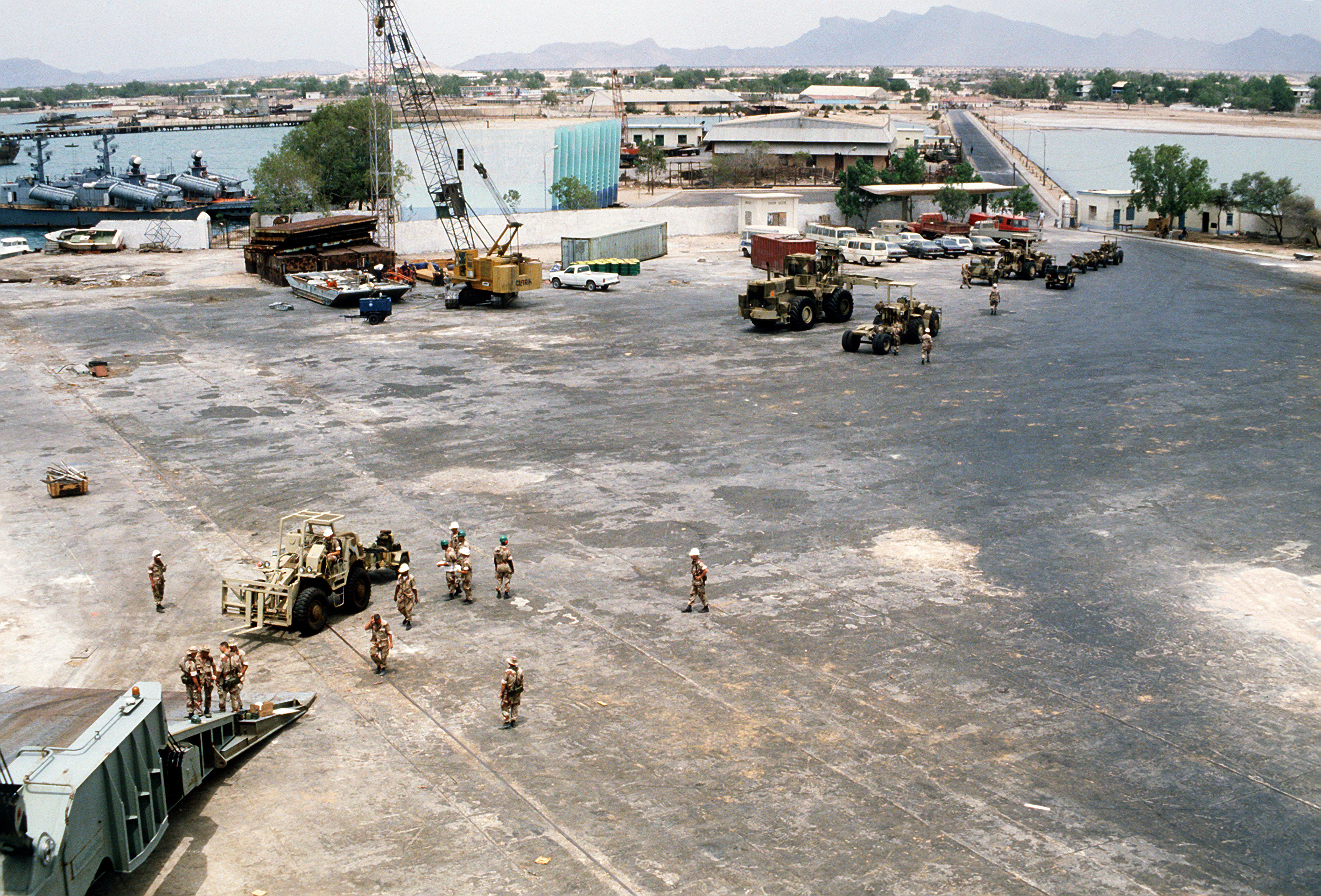
Port de Berbera en 1983